# Idrettsklubben Start 1993
Questa pagina raccoglie i dati riguardanti l'Idrettsklubben Start nelle competizioni ufficiali della stagione 1993.

## Stagione
Lo Start chiuse il campionato al nono posto. L'avventura in Coppa di Norvegia, invece, si chiuse al terzo turno, dopo l'eliminazione per mano del Fana. I calciatori più utilizzati in campionato furono Helge Bjønsaas, Jørgen Hammersland, Erik Mykland e Frode Olsen, tutti con 22 presenze. Frank Strandli fu il miglior marcatore con 7 reti, nonostante la cessione arrivata nel mercato estivo.

## Rosa
| N. |                     | Ruolo | Calciatore         |
| -- | ------------------- | ----- | ------------------ |
|    | Norvegia (bandiera) | P     | Frode Olsen        |
|    | Norvegia (bandiera) | D     | Helge Bjønsaas     |
|    | Norvegia (bandiera) | D     | Bård Borgersen     |
|    | Norvegia (bandiera) | D     | Claus Eftevaag     |
|    | Svezia (bandiera)   | D     | Thomas Fransson    |
|    | Norvegia (bandiera) | D     | Jørgen Hammersland |
|    | Norvegia (bandiera) | D     | Odd Arild Skonhoft |
|    | Norvegia (bandiera) | D     | Viggo Strømme      |
|    | Norvegia (bandiera) | D     | Frank Tønnesen     |
|    | Norvegia (bandiera) | C     | Bent Trygve Hansen |
|    | Norvegia (bandiera) | C     | Øyvind Klausen     |

| N. |                     | Ruolo | Calciatore               |
| -- | ------------------- | ----- | ------------------------ |
|    | Norvegia (bandiera) | C     | Tommy Svindal Larsen     |
|    | Norvegia (bandiera) | C     | Tore Løvland             |
|    | Norvegia (bandiera) | C     | Erik Mykland             |
|    | Norvegia (bandiera) | C     | Kjetil Ruthford Pedersen |
|    | Norvegia (bandiera) | C     | Morten Ørum Pettersen    |
|    | Norvegia (bandiera) | C     | Per Egil Swift           |
|    | Norvegia (bandiera) | A     | Espen Daland             |
|    | Norvegia (bandiera) | A     | Klaus Murbræch           |
|    | Norvegia (bandiera) | A     | Ivar Sigurdsen           |
|    | Norvegia (bandiera) | A     | Frank Strandli           |
|    | Norvegia (bandiera) | A     | Arild Tønnessen          |

## Calciomercato

### Sessione invernale
| Acquisti | Acquisti             | Acquisti     | Acquisti      |
| R.       | Nome                 | da           | Modalità      |
| -------- | -------------------- | ------------ | ------------- |
| D        | Thomas Fransson      | Djerv 1919   | definitivo    |
| C        | Tommy Svindal Larsen | Odd          | fine prestito |
| C        | Per Egil Swift       | Eik-Tønsberg | definitivo    |

| Cessioni | Cessioni      | Cessioni     | Cessioni   |
| R.       | Nome          | a            | Modalità   |
| -------- | ------------- | ------------ | ---------- |
| C        | Sverre Huseby | Drøbak/Frogn | definitivo |

### Sessione estiva
| Acquisti | Acquisti | Acquisti | Acquisti |
| R.       | Nome     | da       | Modalità |
| -------- | -------- | -------- | -------- |

| Cessioni | Cessioni           | Cessioni  | Cessioni   |
| R.       | Nome               | a         | Modalità   |
| -------- | ------------------ | --------- | ---------- |
| D        | Odd Arild Skonhoft | Nardo     | prestito   |
| A        | Frank Strandli     | Leeds Utd | definitivo |

## Risultati

### Eliteserien

#### Girone di andata
| Arbitro: | Kjelbrott |

|                                      |           |  |
| Mykland 17’ Eftevaag 52’ ? ?’ (aut.) | Marcatori |  |

| Oslo 9 maggio 1993, ore 18:00 2ª giornata | Tromsø   | 0 – 0 referto | Start | Voldsløkka Stadion (4.809 spett.)\| Arbitro: \| Singsaas \| |
| Arbitro:                                  | Singsaas |               |       |                                                             |

| Arbitro: | Larsgård |

|                                                     |           |                  |
| Bjønsaas 12’ Strandli 15’ Pettersen 78’ Mykland 80’ | Marcatori | 23’ P. Ludvigsen |

| Arbitro: | Kjensli (Oslo) |

|             |           |  |
| Belsvik 71’ | Marcatori |  |

| Arbitro: | Bondal |

|                                     |           |  |
| Strandli 4’, 18’, 84’ Tønnessen 37’ | Marcatori |  |

| Arbitro: | Thorp |

|                           |           |              |
| Brattbakk 19’ Bjørkan 50’ | Marcatori | 43’ Strandli |

| Arbitro: | Kjensli (Oslo) |

|                   |           |               |
| Soltvedt 74’, 90’ | Marcatori | 72’ Tønnessen |

| Arbitro: | Kjensli (Oslo) |

|  |           |              |
|  | Marcatori | 27’ Meinseth |

| Arbitro: | Pedersen |

|           |           |                                 |
| Kaasa 16’ | Marcatori | 49’, 51’ Tønnessen 65’ Strandli |

| Arbitro: | Thorp |

|                            |           |                           |
| Strandli 17’ Tønnessen 55’ | Marcatori | 65’ Bergersen 77’ Sørloth |

| Arbitro: | Ditlefsen |

|                |           |                           |
| Bjerkeland 69’ | Marcatori | 44’ Strømme 76’ Pettersen |

#### Girone di ritorno
| Arbitro: | Kjelbrott |

|                              |           |  |
| Riisnæs 36’ Francis 37’, 52’ | Marcatori |  |

| Drammen 1º agosto 1993, ore 18:00 13ª giornata | Start   | 0 – 0 referto | Tromsø | Marienlyst Stadion (4.660 spett.)\| Arbitro: \| Hollung \| |
| Arbitro:                                       | Hollung |               |        |                                                            |

| Arbitro: | Hermansen |

|                                            |           |  |
| I. Ludvigsen 18’ Farstad 80’ Helgeland 82’ | Marcatori |  |

| Arbitro: | Pedersen |

|                         |           |  |
| Mykland 21’ Løvland 57’ | Marcatori |  |

| Arbitro: | Aass |

|            |           |  |
| Kinsey 64’ | Marcatori |  |

| Arbitro: | Skjervold |

|  |           |            |
|  | Marcatori | 57’ Hansen |

| Ålesund 5 settembre 1993, ore 18:00 18ª giornata | Start | 2 – 1 referto | Brann | Kråmyra Stadion (4.160 spett.)\| Arbitro: \| Halle \| |
| Arbitro:                                         | Halle |               |       |                                                       |

| Arbitro: | Hollung |

|             |           |  |
| Storvik 48’ | Marcatori |  |

| Arbitro: | Haugstad |

|                           |           |                         |
| Bjønsaas 25’ Eftevaag 67’ | Marcatori | 15’ Michelsen 51’ Kaasa |

| Arbitro: | Thorp |

|                         |           |               |
| Dahlum 40’ Bragstad 75’ | Marcatori | 38’ Sigurdsen |

| Arbitro: | Pedersen |

|              |           |                                                   |
| Pettersen 7’ | Marcatori | 30’ Berntsen 34’, 44’, 85’ Mjelde 58’ Gulbrandsen |

### Coppa di Norvegia
|  | Kvinesdal | 0 – 4 | Start |  |

|  | Start | 9 – 4 | Jerv |  |

|  | Fana | 2 – 1 (d.t.s.) | Start |  |

## Statistiche

### Statistiche di squadra
| Competizione      | Punti | In casa | In casa | In casa | In casa | In casa | In casa | In trasferta | In trasferta | In trasferta | In trasferta | In trasferta | In trasferta | Totale | Totale | Totale | Totale | Totale | Totale | DR |
| Competizione      | Punti | G       | V       | N       | P       | Gf      | Gs      | G            | V            | N            | P            | Gf           | Gs           | G      | V      | N      | P      | Gf     | Gs     | DR |
| ----------------- | ----- | ------- | ------- | ------- | ------- | ------- | ------- | ------------ | ------------ | ------------ | ------------ | ------------ | ------------ | ------ | ------ | ------ | ------ | ------ | ------ | -- |
| Tippeligaen       | 26    | 11      | 4       | 4       | 3       | 18      | 12      | 11           | 2            | 1            | 8            | 8            | 17           | 22     | 6      | 5      | 11     | 26     | 29     | -3 |
| Coppa di Norvegia | -     | 1       | 1       | 0       | 0       | 9       | 4       | 2            | 1            | 0            | 1            | 5            | 2            | 3      | 2      | 0      | 1      | 14     | 6      | +8 |
| Totale            | -     | 12      | 5       | 4       | 3       | 27      | 16      | 13           | 3            | 1            | 13           | 13           | 19           | 25     | 8      | 5      | 12     | 40     | 35     | +5 |

### Statistiche dei giocatori
| Giocatore      | Eliteserien | Eliteserien | Coppa di Norvegia | Coppa di Norvegia | Totale   | Totale |
| Giocatore      | Presenze    | Reti        | Presenze          | Reti              | Presenze | Reti   |
| -------------- | ----------- | ----------- | ----------------- | ----------------- | -------- | ------ |
| H. Bjønsaas    | 22          | 2           | ?                 | ?                 | 22+      | 2+     |
| B. Borgersen   | 2           | 0           | ?                 | ?                 | 2+       | 0+     |
| E. Daland      | 4           | 0           | ?                 | ?                 | 4+       | 0+     |
| C. Eftevaag    | 17          | 2           | ?                 | ?                 | 17+      | 2+     |
| T. Fransson    | 4           | 0           | ?                 | ?                 | 4+       | 0+     |
| J. Hammersland | 22          | 0           | ?                 | ?                 | 22+      | 0+     |
| B. Hansen      | 4           | 0           | ?                 | ?                 | 4+       | 0+     |
| Ø. Klausen     | 14          | 0           | ?                 | ?                 | 14+      | 0+     |
| T. Larsen      | 21          | 0           | ?                 | ?                 | 21+      | 0+     |
| T. Løvland     | 21          | 1           | ?                 | ?                 | 21+      | 1+     |
| K. Murbræch    | 8           | 0           | ?                 | ?                 | 8+       | 0+     |
| E. Mykland     | 22          | 3           | ?                 | ?                 | 22+      | 3+     |
| F. Olsen       | 22          | 0           | ?                 | ?                 | 22+      | 0+     |
| K. Pedersen    | 0           | 0           | ?                 | ?                 | 0+       | 0+     |
| M. Pettersen   | 19          | 3           | ?                 | ?                 | 19+      | 3+     |
| I. Sigurdsen   | 6           | 1           | ?                 | ?                 | 6+       | 1+     |
| O. Skonhoft    | 1           | 0           | ?                 | ?                 | 1+       | 0+     |
| F. Strandli    | 8           | 7           | ?                 | ?                 | 8+       | 7+     |
| V. Strømme     | 16          | 1           | ?                 | ?                 | 16+      | 1+     |
| P. Swift       | 18          | 0           | ?                 | ?                 | 18+      | 0+     |
| F. Tønnesen    | 7           | 0           | ?                 | ?                 | 7+       | 0+     |
| A. Tønnessen   | 21          | 5           | ?                 | ?                 | 21+      | 5+     |